# 心の扉 (西城秀樹の曲)
「心の扉」（こころのとびら）は、西城秀樹の73枚目のシングル。1995年11月22日にRCAから発売された。

## 解説
- 「黄昏よ、そばにいて」と同じく、荒木とよひさと浜圭介のコンビによるニュー・アダルト・ミュージック（ポップス寄りの演歌風楽曲）の作品である。
- 日本テレビ系『江戸の用心棒II』主題歌に使用された。

## 収録曲
（全作詞：荒木とよひさ／作曲：浜圭介／編曲：芳野藤丸）
1. 心の扉 [5:13]
2. あれから君は [4:52]
3. 心の扉（original karaoke） [5:13]
4. あれから君は（original karaoke） [4:45]